# Frini
I Frini (in greco antico Φρύνοι, Frynoi; in latino Phryni) erano un antico popolo dell'Asia centro-orientale, probabilmente localizzato nella parte orientale del bacino del Tarim, in un'area confinante con quelle occupate dai Seri e dai Tocari.
Essi vengono menzionati diverse volte nelle fonti classiche.
Strabone, parlando dei sovrani del Regno greco-battriano, afferma che «spinsero il loro dominio fino ai Seres e ai Frynoi».
Successivamente, Plinio il Vecchio parlò dei Frini (da lui chiamati «Funi», Phuni) nella sua descrizione dei popoli dell'Estremo Oriente:
Troviamo poi di nuovo degli Sciti e ancora zone desertiche popolate da fiere fino a che non si giunge a una catena montuosa, chiamata Tabi [il Tibet?], a strapiombo sul mare. E non è dato trovare abitanti in quella regione prima di aver percorso circa metà della costa rivolta a nord-est. I primi uomini di cui qui si abbia notizia sono i Seri, celebri per la lana delle loro foreste [...] il golfo e il popolo degli Attacori, protetto da ogni vento nocivo grazie a una corona di alture solatie [...] Dopo gli Attacori troviamo i Funi e i Tocari e, nell'interno, rivolti verso gli Sciti e già di stirpe indiana, i Casiri (sono antropofagi).